# Roseți
Roseţi é uma comuna romena localizada no distrito de Călăraşi, na região de Muntênia. A comuna possui uma área de 70.82 km² e sua população era de 5976 habitantes segundo o censo de 2007.